# Post Pop Depression
| Recensione | Giudizio |
| ---------- | -------- |
| AllMusic   |          |

Post Pop Depression è il diciassettesimo album in studio del cantautore statunitense Iggy Pop, pubblicato nel 2016.

## Il disco
Iggy Pop e Josh Homme (Queens of the Stone Age, Kyuss, Eagles of Death Metal) hanno cominciato a lavorare sul disco nel gennaio 2015. L'album è stato registrato in diverse sessioni a Joshua Tree e a Burbank (California) con l'ausilio di Dean Fertita e di Matt Helders (Arctic Monkeys).

## Tracce
1. Break Into Your Heart – 3:54
2. Gardenia – 4:14
3. American Valhalla – 4:38
4. In the Lobby – 4:14
5. Sunday – 6:06
6. Vulture – 3:57
7. German Days – 4:47
8. Chocolate Drops – 3:58
9. Paraguay – 6:25

## Formazione
- Iggy Pop – voce, chitarra
- Josh Homme – voce, chitarra, basso, tastiere, percussioni
- Dean Fertita – chitarra, tastiere, basso
- Matt Helders – batteria, percussioni, cori

## Classifiche
| Classifica (2016) | Posizione massima |
| ----------------- | ----------------- |
| Australia         | 7                 |
| Austria           | 5                 |
| Belgio (Fiandre)  | 6                 |
| Belgio (Vallonia) | 5                 |
| Danimarca         | 17                |
| Finlandia         | 3                 |
| Francia           | 4                 |
| Germania          | 8                 |
| Italia            | 18                |
| Norvegia          | 10                |
| Nuova Zelanda     | 11                |
| Paesi Bassi       | 5                 |
| Portogallo        | 12                |
| Regno Unito       | 5                 |
| Spagna            | 23                |
| Stati Uniti       | 17                |
| Svezia            | 13                |
| Svizzera          | 3                 |